# What Do I Have to Do?
«What Do I Have to Do?» (en español: ¿Qué tengo que hacer?) es una canción interpretada por la cantante australiana Kylie Minogue para su tercer álbum de estudio, Rhythm of Love (1990). Fue escrita por el trío británico de productores Stock Aitken Waterman. La canción se lanzó como el tercer sencillo del álbum a principios de 1991. Originalmente, se planeó lanzar «What Do I Have to Do?» como el segundo sencillo después de «Better the Devil You Know», pero se lanzó como el tercer sencillo del álbum y la canción se remezcló para el lanzamiento del sencillo.
«What Do I Have to Do?» recibió mayoritariamente críticas positivas por parte de los críticos musicales, quienes la señalaron como un clásico. Comercialmente, la canción alcanzó el puesto número once en Australia. Sin embargo, alcanzó el puesto número seis en el Reino Unido, convirtiéndose en otro éxito para Minogue en la lista UK Singles Chart. «What Do I Have to Do?» también tuvo éxito en Bélgica y Finlandia, y alcanzó el puesto número 24 en la lista European Hot 100 Singles.
El videoclip que acompaña a «What Do I Have to Do?» fue dirigido por Dave Hogan. En relación con este video, se cita a Minogue diciendo "a cuántas estrellas de Hollywood te puedes parecer en tres minutos y medio". El videoclip comienza con escenas de la pista de baile intercalados con Minogue saliendo del agua y su amante viéndola con otro hombre. Su amante es interpretado por Zane O'Donnell, el mismo modelo que aparecería en el videoclip del siguiente sencillo de Minogue «Shocked». La hermana menor de Minogue Dannii también aparece en el videoclip de «What Do I Have to Do?».

## Posicionamiento en listas
| País y lista                        | Posición más alta |
| ----------------------------------- | ----------------- |
| Alemania (GfK)                      | 48                |
| Australia (ARIA Charts)             | 11                |
| Bélgica (Ultratop 50 Singles)       | 15                |
| Europa (European Hot 100 Singles)   | 24                |
| Finlandia (Suomen virallinen lista) | 10                |
| Francia (SNEP)                      | 50                |
| Gran Bretaña (UK Singles Chart)     | 6                 |
| Islandia (Íslenski listinn)         | 6                 |